# IC 3134

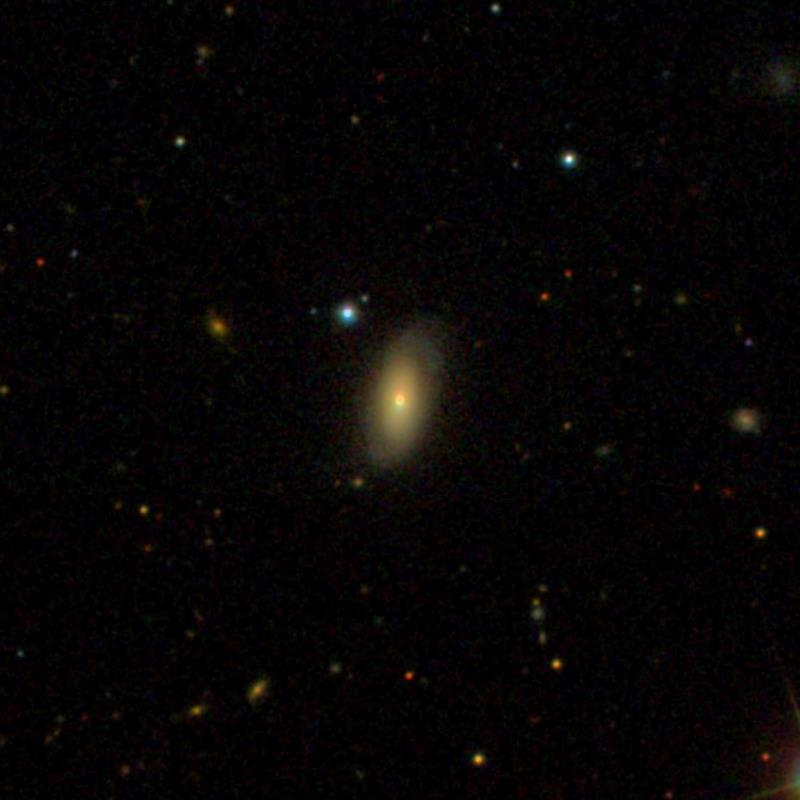
IC 3134

IC 3134 — галактика типу S0-a (спіральна галактика) у сузір'ї Діва.
Цей об'єкт міститься в оригінальній редакції індексного каталогу.